# Clan Suwa

Mon (emblème) du clan Suwa.

Le clan Suwa (諏訪氏, Suwa-shi) est un clan japonais de la province de Shinano. On ne connaît pas avec certitude l'origine du clan, mais on suppose qu'il descend d'un membre du clan Minamoto : Minamoto no Tsunemoto. Le clan Suwa clamait aussi une ascendance divine liée au sanctuaire de Suwa-taisha et remontant à l'âge des dieux, l'antiquité japonaise (en ce temps-là, les nombreux clans disséminés sur l'archipel avaient des déités tutélaires, à la façon des antiques cités grecques). Aussi, le chef du clan Suwa était traditionnellement le grand prêtre du sanctuaire supérieur de Suwa. Le kami vénéré en ces lieux est Takeminakata-no-Mikoto (dieu de la chasse, de l'agriculture et défenseur de la sécurité nationale) où il fut soumis et confiné par Takemikazuchi-no-Mikoto (dieu de la guerre, de la foudre et général loyal à Amaterasu). Leur affrontement est considéré comme le premier combat de sumo.
Au milieu du XVIe siècle, le clan est facilement vaincu par le clan Takeda et ses stratagèmes, mais le clan Suwa survit en vertu d'accords diplomatiques, et devient le vassal du clan Takeda.
Après la disparition du clan Takeda lors des guerres civiles de l'époque Sengoku, le domaine de Suwa est dirigé par la famille Hineno, fidèle alliée de Toyotomi Hideyoshi. Le clan Suwa reprend possession de son fief en 1601 après la bataille de Sekigahara et règne jusqu'en 1871, date de l'abolition du système des fiefs lors de la restauration de Meiji.
Le château de Takashima à Suwa, appelé aussi « château flottant » car construit sur une presqu'île, était le siège du clan Suwa. Il avait été conquis par Takeda Shingen en 1542, fut reconstruit en 1598 et démantelé en 1871 lors de la loi sur la destruction des châteaux pendant le shogunat Tokugawa. Il a été reconstruit à l'identique en 1970.